# Bankhaus J. H. Stein

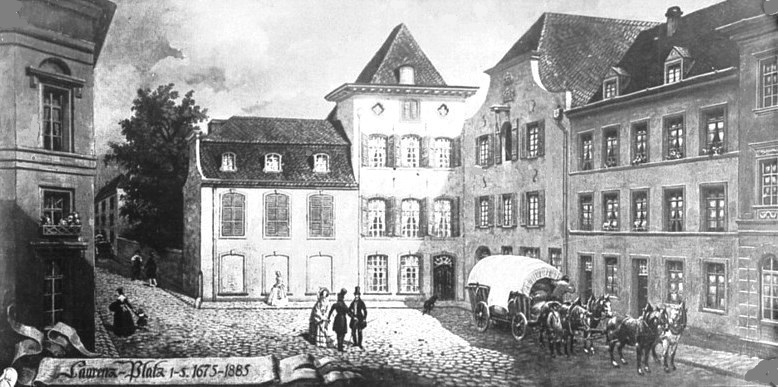
Bankhaus Stein am Laurenzplatz (Paul Ecke, Leinwand; 1912)

Das Bankhaus J. H. Stein war eine 1790 gegründete Kölner Privatbank, die ursprünglich Kommissionsgeschäfte mit Leder, Eisenwaren, Kolonialwaren, Wein und Porzellan betrieb und sich später auf das Bankgeschäft konzentrierte.

## Franzosenzeit
Die Gründungsphase des Bankhauses J. H. Stein fiel in die Franzosenzeit. Gründer der Privatbank war Johann Heinrich Stein (1773–1820), der zuvor eine kaufmännische Lehre bei Daniel & Karl Herf, die Speditions-, Kommissions-, Wechsel- und Bankgeschäfte in Bad Kreuznach betrieben, absolviert hatte. Nach dem Tod des Vaters im Jahre 1783 wurde das väterliche Kolonialwarengeschäft mit angegliederter Tabakfabrik aufgelöst. Johann Heinrich Stein zog im Jahre 1790 nach Köln, wo es zur Gründung eines kombinierten Handels- und Bankhauses J. H. Stein kam. Am 16. Juni 1799 heiratete Johann Heinrich Stein dann Katharina Maria Peill, eine Arzttochter aus vermögendem Hause aus Stolberg. Dadurch gelangten auch hohe Bankguthaben der Arztfamilie zum Bankhaus.
Steins Aktivitäten bis zum Jahr 1799 sind nur lückenhaft nachgewiesen, denn Geschäftsbücher und Bilanzen sind erst ab Januar 1801 vorhanden. Johann Heinrich Stein beteiligte sich jedenfalls im März 1794 zusammen mit Hubert Krings mit einem Startkapital von 4.000 Talern und dem aus Namur stammenden Johann Jacob Werotte an der Niederweßlinger (heute: Wesseling) Rotgerberei und Lederhandlung. Nachdem Krings ausschied, firmierte sie ab 1799 als „Stein & Werotte“. Die Firma J. H. Stein machte zunächst Geschäfte in vielen Zweigen des Handels und versuchte sich früh in der Kreditvermittlung; die bankgeschäftliche Tätigkeit machte nur etwa 10 % der gesamten Tätigkeit aus. Das am 1. Januar 1801 beginnende Hauptbuch der Stammfirma J. H. Stein listete 500 Kunden auf. Das Eigenkapital des Stammhauses stieg im Zeitraum von 1802 bis 1820 von 10.000 auf 200.000 Taler. Stein betätigte sich insbesondere im Speditions- und Metallhandelsgeschäft. Zwischen 1801 und 1808 gewährte sein Unternehmen Kredite an die Gerberei „Stein & Werotte“, seit 1804 betätigte sich Stein auch im Getreide- und Weinhandel. Im Jahre 1812 erwarb Stein für seine Firma ein Haus am Laurenzplatz 1–3. Es blieb bis 1945 Sitz der Bank. Der Laurenzplatz entstand erst vollständig im Jahre 1817 nach Abbruch der St. Laurenzkirche.

## Preußische Rheinprovinz
Das Wechselgeschäft gewann für Stein seit 1814 zunehmend an Bedeutung, im Jahre 1818 beteiligte sich die Bank an der Gründung der Rheinschiffahrts-Assekuranz-Gesellschaft, der Vorgängerin der Agrippina-Versicherung. Nachdem Karl Eduard Schnitzler (* 1792 in Gräfrath; † 1864 in Köln) am 13. Oktober 1821 Steins Tochter Wilhelmine geheiratet hatte, trat Schnitzler am 1. Oktober 1822 in das Bankhaus als Teilhaber ein. Er avancierte zum aktiven Bankier, nachdem der Bankgründer Stein unerwartet im Alter von 47 Jahren am 18. Juni 1820 verstarb. Schnitzler führte die Bank zwischen 1825 und 1864 als Seniorchef und vollzog die Umwandlung in ein reines Bankhaus, denn nun übernahmen das Geld- und Wechselgeschäft den überwiegenden Teil der Geschäftstätigkeit. Die Witwe Katharina Stein führte die Geschäfte zusammen mit Schnitzler fort, der zusätzlich ab 1826 eine Vielzahl von Ämtern übernahm. So war er zwischen März 1826 und Oktober 1851 Mitglied des Kölner Stadtrates, ab 1837 Präsident der Industrie- und Handelskammer zu Köln, ab 1847 leitete er die Köln-Mindener Eisenbahn-Gesellschaft.
Die ältesten Söhne der späteren Generationen erhielten den Vornamen des Firmengründers Stein. So stieg Johann Heinrich Stein II (* 5. Juni 1803 in Köln; † 25. November 1879 ebenda) im Januar 1830 als Teilhaber im Bankhaus ein, nachdem er am 14. Oktober 1829 Katharina Adelaide Herstatt geheiratet hatte. Durch diese Ehe wurde die enge Verbindung der beiden Kölner Bankhäuser begründet, denn seine Frau war Mitglied der Herstatt-Dynastie. Derartige Überkreuzheiraten waren charakteristisch für das Kölner Bankwesen. Sein jüngerer Bruder Carl Stein folgte als Teilhaber im Jahre 1834. Am 14. November 1850 wurde Schnitzlers Sohn Eduard Schnitzler in das Bankhaus aufgenommen, am 1. Januar 1851 erhielt er Prokura, seit Januar 1854 fungierte er als Teilhaber. Am 31. Dezember 1875 zog er sich aus der unmittelbaren Geschäftstätigkeit zurück. Für ihn wurde am 1. Januar 1881 sein ältester Sohn, Richard von Schnitzler, als persönlich haftender Gesellschafter aufgenommen.
Inzwischen wurde im November 1822 die Liquidation der zuletzt verlustbringenden Gerberei „Stein & Werotte“ beschlossen. Seit 1837 wirkte das Bankhaus Stein an mehreren Kapitalerhöhungen der Rheinischen Eisenbahn-Gesellschaft mit. Neben anderen Kölner Banken beteiligte sich Stein auch an der Gründung der Colonia-Versicherung, die am 5. März 1839 ihre Konzession erhielt. Alle Kölner Bankhäuser beteiligten sich 1849 an der Platzierung einer Hafenanleihe der Stadt Köln, 1855 folgte eine Stadtanleihe. Das Bankhaus Stein vergab im Jahre 1852 Kredite an den Hörder Bergwerks- und Hütten-Verein, ebenso an die Chemische Fabrik Oedendorf (heute: Gaildorf-Ottendorf), deren Angestellter Ludwig Ammüller im Juli 1833 die zunächst unpatentierte Erfindung des Zündholzes vorstellte. Stein wirkte im Dezember 1843 an der Gründung der Köln-Mindener Eisenbahn-Gesellschaft mit.
Das Bankhaus Stein gehörte 1856 zu einem Konsortium unter Führung der De Nederlandsche Bank in Amsterdam, das die Aktien der Königlich-Niederländischen Dampfschifffahrtsgesellschaft platzierte. Ebenfalls 1856 begann Stein, die neu gegründete Kölnische Maschinenbau mit Krediten zu versorgen. Zudem beteiligte sich Stein im Jahre 1857 an einem Bankenkonsortium, das die Aktien der 1857 konzessionierten Bremer Reedereigesellschaft unterbrachte. Dem Bankhaus Stein gelang es am 27. Januar 1862, ein aus sechs Weißblechherstellern bestehendes Kartell zu gründen, das die deutsche Weißblechproduktion zusammenfasste. Die Geschäftsräume des als „Weißblech-Verkaufs-Comptoir“ firmierenden Kartells befanden sich zwischen 1862 und 1885 im Haus der Bank am Laurenzplatz. Das Bankhaus Stein finanzierte im Oktober 1861 die Gründung der Kölner chemischen Fabrik J. W. Weiler & Cie. (spätere „AG Chemische Fabriken vorm. Weiler-ter Mer“). Im Jahre 1864 beteiligte sich Stein mit Oppenheim an den Gründungen der „Erste Preußische Hypotheken-AG“ und der Concordia-Versicherung, im März 1867 wirkte es an der Gründung des Barmer Bankvereins mit. Unter Führung des Bankhauses Stein entstand 1869 die „Chemische Fabrik Buckau“ der Nachfahren des Johann Kaspar Coqui. Im Kölner Adressbuch von 1868 stand das Bankhaus noch als „Bankgeschäft, Kommission, Spedition, Metall- und Weißblech Verkaufscomptoir“, doch bereits 1869 stellt Stein das Speditions- und Kommissionsgeschäft ein.

## Deutsches Kaiserreich
Kommerzienrat Johann Heinrich von Stein III (* 14. August 1832 Köln; † 16. Oktober 1911 ebenda) heiratete am 4. Juni 1868 Maria von Mevissen (* 8. März 1847 in Köln; † 21. August 1936 ebenda), Tochter von Gustav von Mevissen, und wurde am 6. Juli 1908 in den Adelsstand erhoben.
Das neue Aktienrecht vom Juni 1870 liberalisierte die Gründung von Aktiengesellschaften, was für Banken neue Tätigkeitsbereiche schuf und die kapitalintensive Metall- und Schwerindustrie förderte. Es folgte eine Gründungs- und Umwandlungswelle deutscher Industrieunternehmen. So wirkte das Bankhaus Stein noch im Jahre 1870 im Aktienkonsortium für die Sächsische Maschinenfabrik mit. Im Jahre 1871 folgten die Berliner Maschinenbau und Hanomag. Eine bedeutende Rolle spielte Stein 1872 bei der Finanzierung der Rheinischen Glashütten AG in Köln-Ehrenfeld. Im März 1872 führte Stein ein Konsortium zur Platzierung der Aktien der Kölner Brauerei C. Pütz, im Juni 1876 nahm Stein am Konsortium für die neunte Emission der von der Bergisch-Märkischen Eisenbahn herausgegebenen Schuldverschreibungen teil. Seit 1880 beteiligte sich Stein an der Platzierung von besicherten Krupp-Industrieanleihen, im Juni 1880 übernahm Stein eine Platzierungsquote für den Eschweiler Bergwerks-Verein. 1885 regte Raoul Stein die Gründung der Minerva Retrozessions- und Rückversicherungs-Gesellschaft als Tochtergesellschaft der Kölnischen Rück an, die die Rückversicherung von Rückversicherungen übernahm (Retrozession). Das Konsortium konnte sich nach erfolgreicher Platzierung bereits im Februar 1886 auflösen. Mit Verstaatlichung der Rheinischen Eisenbahn im Februar 1880 konnte Stein sein Engagement bei der verlustreichen Gesellschaft beenden.
Das Bankhaus I. D. Herstatt musste mangels Nachfahren am 15. März 1888 nach über 100-jähriger Geschäftstätigkeit vom Bankhaus J. H. Stein übernommen werden und wurde nachfolgend liquidiert. Damit endete vorerst die Existenz des Bankhauses Herstatt. Vermittelt durch die wechselseitige Protektion der jeweiligen Nachkommen bildete sich unter den christlichen Familien Herstatt, Deichmann, Stein und Schnitzler seit dem ersten Drittel des 19. Jahrhunderts ein ausgeprägtes familiäres Verbundnetz, durch welches auch die Herstatt-Bank aufgefangen werden konnte. Zwischen 1821 und 1907 wurden insgesamt 11 direkte eheliche Verbindungen innerhalb der Hauptstämme Herstatt, Stein, Deichmann und Schnitzler geschlossen.
Im Januar 1894 platzierte Stein mit anderen Kölner Instituten eine Anleihe der Maschinenbauanstalt Humboldt AG, einem Vorläufer der Deutz AG.

## Weimarer Republik
Johann Heinrich von Stein IV (* 13. Juni 1869 in Köln; † 9. Mai 1951 ebenda) trat 1892 in die Bank ein und erhielt 1921 die Ehrendoktorwürde der erst 1919 wieder gegründeten Universität zu Köln. Zwischen 1925 und 1933 fungierte er als Mitglied im Zentralausschuss der Reichsbank.
Am 7. Januar 1919 folgte Oberbürgermeister Konrad Adenauer einer Einladung des Bankhauses Stein, wo über die Zukunft des Rheinlandes diskutiert wurde. Noch im Januar 1919 gründete sich „zur Wahrnehmung gemeinsamer wirtschaftlicher Interessen ein neues unparteiisches Gremium zur Betreibung der Errichtung einer rheinischen Republik“, dessen Vorsitz Adenauer übernahm. Das Bankhaus Stein avancierte dadurch zum Zentrum der Separatisten mit dem Ziel der Errichtung einer Rheinischen Republik. Fritz Brüggemann nennt in seiner Schrift „Die Rheinische Republik“ (1919) als Initiatoren vor allem die Kölner Bankkreise um Sal. Oppenheim und Stein.
Kurt Freiherr von Schröder stieg im Januar 1921 ebenfalls durch eheliche Beziehungen als Teilhaber beim Bankhaus Stein ein. Er hatte im April 1913 Ottilie Marie Edith von Schnitzler (1892–1951) geheiratet, eine Cousine von Karl-Eduard von Schnitzler. Schröders Ausbildung im Bankhaus dauerte von 1919 bis 1920. Er besaß mit Teilhaber Carl von Stein einen wichtigen Verbündeten des rheinischen Separatismus, denn dieser entwickelte im Januar 1923 den Plan einer Notenbank, die im Rheinland für die Rheinische Republik Banknoten emittieren sollte. Carl von Stein wohnte im Hause seiner Mutter Julinka Stein am Kaiser-Wilhelm-Ring 23.
Anfang 1920 bot Stein der August Thyssen-Hütte ein Darlehen bis zu 100 Millionen Mark gegen grundpfandrechtliche Besicherung an. Im April 1929 gehörte das Bankhaus Stein neben dem Flick-Konzern zu den Großaktionären von Kalker Trieur, einem Werk für Landmaschinen des Kölner Silberschmieds Johann Mayer. Als sich eine zunehmende Verschlechterung der Liquidität von Mayer & Cie. abzeichnete, stellte J. H. Stein im Juni 1929 wiederum einen Kredit über 480.000 Reichsmark zur Verfügung.

## Zeit des Nationalsozialismus

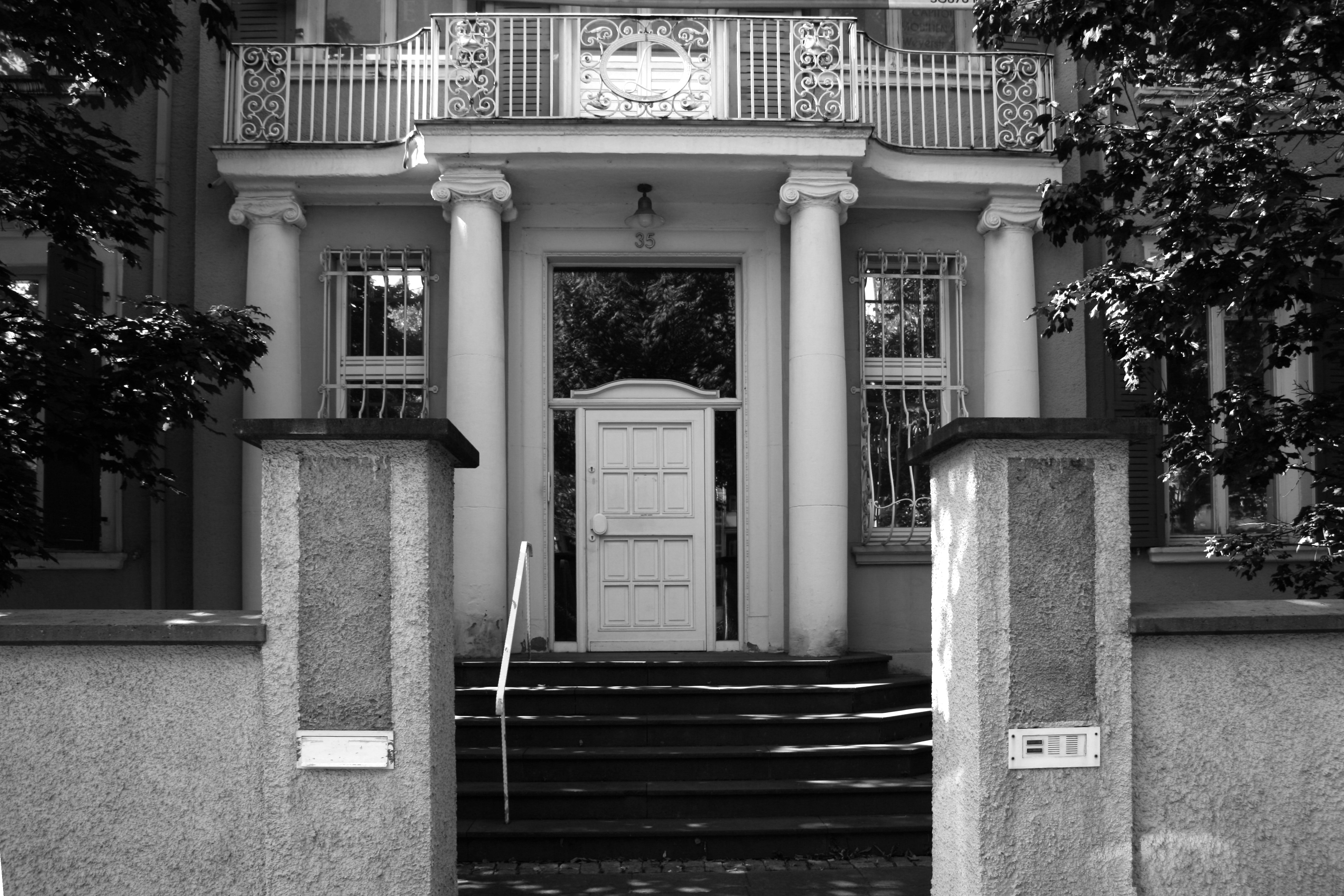
„Villa Schröder“ – Stadtwaldgürtel 35 (hier fand das Treffen statt)

Adolf Hitler machte im Dezember 1931 den Industriellen Wilhelm Keppler zu seinem Wirtschaftsberater. Kurt Freiherr von Schröder gehörte seit 1932 dem Keppler-Kreis an, der Einfluss auf die Wirtschaftspolitik des Dritten Reichs nahm. Schröder war einer der wenigen Bankiers, der die Nationalsozialisten frühzeitig unterstützte. Der politisch aktive Schröder war im November 1932 Mitunterzeichner der Industrielleneingabe an den Reichspräsidenten Paul von Hindenburg, in der Industrielle, Bankiers und Landwirte die Ernennung Hitlers zum Reichskanzler forderten. Beim berühmten Treffen Papens mit Hitler im Haus des Bankiers Schröder am 4. Januar 1933 ging es um die finanzielle Unterstützung der NSDAP. Hierzu erklärte Schröder als Zeuge im I.G.-Farben-Prozess 1947: „Am 4. Januar (1933) trafen Hitler, Papen, Himmler, Keppler in meinem Haus in Köln zusammen. Die allgemeine Bestrebung der Männer ging dahin, einen starken Führer in Deutschland an die Macht kommen zu sehen.“ Zwischen 1935 und 1936 erreichte Schröder, dass die Reichsbank offenstehende Mefo-Wechsel ankaufte, obwohl sie anderen Firmen gegenüber den Ankauf solcher Wechsel verweigerte. Mit Schreiben vom 25. Februar 1936 richtete das Bankhaus Stein für den Freundeskreis Reichsführer SS das von Schröder verwaltete „Sonderkonto S“ ein, auf das jährlich 1 Million Reichsmark an Spenden für Himmler eingingen.
Schröder sah für die Juden „im neuen völkischen Deutschland keine Chance mehr für eine weitere Betätigung“. Er fertigte am 22. April 1938 eine Liste jüdischer Privatbankiers und Gesellschafter, die als Grundlage der Arisierung im deutschen Bankwesen diente. Obwohl das Bankhaus Stein zu den kleineren Bankhäusern gehörte, gewann es durch die politischen Aktivitäten Schröders auch an ökonomischer Bedeutung. Am 30. September 1939 stand Stein als „arische Bank“ auf Rang 5 der bedeutendsten deutschen Privatbankhäuser, das Bankhaus lag 1933 noch auf Rang 7. Schröder saß 1940 in 23 Aufsichtsräten, unter anderem als Vorsitzender bei der Deutschen Verkehrs-Kreditbank oder Felten & Guilleaume Carlswerk AG. J. H. Stein stellte dem Flick-Konzern 1940 Akzeptkredite und Rembourskredite zur Verfügung, es finanzierte zusätzlich den Erwerb von Unternehmensbeteiligungen von Flick.
In einem Brief Schröders an Himmler vom September 1943 avisierte er dem NSDAP-Führer die Überweisung von einer Million Reichsmark „für besondere Aufgabengebiete“; kurz danach überwies seine Bank 1,1 Millionen Reichsmark über Fritz Kranefuß an Himmler als Spende. Für das Bankhaus Stein erwies sich die faschistische Diktatur als das glänzendste Geschäft, weil es von Schröders engen Beziehungen zu Himmler profitierte. Antisemit Schröder sorgte persönlich dafür, dass jüdische Konkurrenten wie die Familie Oppenheim aus dem Bankenverband und der Industrie- und Handelskammer entfernt wurden. Er machte seinen Einfluss geltend, um die Gebrüder Oppenheim aus Aufsichtsräten zu verdrängen. So erreichte er, dass Friedrich Carl von Oppenheim den Aufsichtsrat der Kabelwerke Felten & Guilleaume verlassen musste.

## Nachkriegszeit
Bereits im März 1945 hatten Männer von der „T-Force“, der Finanzabteilung des Alliierten Hauptquartiers, das 1790 gegründete Bankhaus J. H. Stein in Köln durchsuchen wollen. Doch das Gebäude am Laurenzplatz 1 war eine Ruine. Da sich Stein als „arische Bank“ bei der wirtschaftlichen Verfolgung der Juden besonders hervorgetan hatte, erhielt es nach dem Krieg von den Besatzungsbehörden als einziges Kölner Bankhaus keine Betriebsgenehmigung, es wurde 1946 abgewickelt. Alleine in der britischen Zone gab es 1947 insgesamt 220 Privatbanken. Schröder wurde am 12. November 1947 vom Spruchkammergericht Bielefeld zunächst zu drei Monaten Haft und 1.500 Reichsmark, nach zwei Berufungsverhandlungen 1948 zu einer einjährigen Haftstrafe und einer Geldstrafe von 60.000 DM verurteilt und am 11. Juni 1948 entlassen. Beim Bankhaus Stein schied er offiziell 1950 aus.
Im August 1950 erhielt das Bankhaus J. H. Stein wieder eine Banklizenz. Johann Heinrich von Stein V (* 22. November 1899 in Köln; † 9. Mai 1985 ebenda) verzichtete auf den Wiederaufbau des kriegszerstörten Bankgebäudes am Laurenzplatz und mietete Büroräume in der am 4. Februar 1952 wiedereröffneten Industrie- und Handelskammer zu Köln, Unter Sachsenhausen 10–26. Am 1. Januar 1951 trat der ehemalige Syndikus der Kölnischen Rück, Paul Viktor Bürgers (* 22. Mai 1913 in Berlin; † 1. November 1976 in Köln), als weiterer geschäftsführender Teilhaber in das Bankhaus ein. Im Dezember 1965 beging das Bankhaus J. H. Stein das Jubiläum seines 175-jährigen Bestehens.

## Zahlreiche Übernahmen
Als 1978 die Hannover Rückversicherungs AG 37,4 % am Kommanditkapital des Bankhauses Stein erwarb, wies es eine Bilanzsumme von über 300 Millionen DM auf und gehörte damit zu den kleinen Privatbanken. Im Juni 1985 übernahm die Banque Indosuez (heute: Crédit Agricole) 33 % am Kommanditkapital, weitere 33 % hielten jeweils die Hannover Rück und die Familie Stein. Indosuez verschmolz das Fondsmaklerhaus Marcard & Co. im Januar 1987 mit dem Bankhaus J. H. Stein zu Marcard, Stein & Co, das in Unter Sachsenhausen 10–26 residierte. Die Familiendynastie Stein war hier durch Johann Heinrich von Stein VI vertreten. Seit Juli 1998 wird Marcard, Stein & Co als Tochtergesellschaft der Großbank M. M. Warburg & Co geführt.